# Генрієта Броссін де Поланська
Генрієта Броссін де Поланська (фр. Henriette Brossin de Mère-de Polanska, 1878, Харків — 1954) — франзуцька художниця та ілюстраторка, уродженка України. Володарка срібної медалі Олімпійських ігор 1920 року в мистецьких змаганнях.

## Біографія
Генрієта Поланська народилась 1878 року в Харкові, Україна. 1909 року поїхала до Парижу та Італії на працю. Вона писала портрети релігійних та світських діячів, натюрморти й декорації. Вона також робила вітражі та фрески. Її найвідомішою роботою є «Женевське озеро» («Lake Geneva»).
На Літніх Олімпійських іграх 1920, в конкурсі «Живопис» вона здобула другу премії і срібну медаль Ігор за картину «Стрибок». Першу премію та золоту медаль не присудили нікому.
З 1921 року — громадянка Швейцарії.
Її ім'я можна знайти в довіднику митців SAUR (SAUR's dictionary) в трьох різних формах: BROSSIN DE POLANSKA, BROSSIN DE BLANSKA and BROSSIN DE MÉRÉ. В офіційному звіті Олімпіади 1920 року вона зазначена як мадам де Броссін Поланська.